# Shipton-under-Wychwood
Shipton-under-Wychwood is een civil parish in het bestuurlijke gebied West Oxfordshire, in het Engelse graafschap Oxfordshire met 1244 inwoners.